# Peter Jeffrey (Schauspieler)
Peter Jeffrey (* 18. April 1929 in Bristol, Gloucestershire; † 25. Dezember 1999 in Stratford-upon-Avon, Warwickshire) war ein britischer Schauspieler, der in vielen Film- und Fernsehrollen auftrat.

## Leben
Jeffrey wurde als Sohn von Florence Alice (geb. Weight) und Arthur Winfred Gilbert Jeffrey geboren. Er besuchte die Harrow School und das Pembroke College, Cambridge.
Nach langjährigen Auftritten beim Bristol Old Vic und der Royal Shakespeare Company wurde Jeffrey einem breiten britischen Publikum als Fernsehschauspieler bekannt. So spielte er König Philipp II. von Spanien in der sechsteiligen BBC-Serie Elizabeth R (1971) und Oliver Cromwell in By the Sword Divided (1983). Zu seinen bekanntesten Kinorollen zählt der Inspektor Trout in den Horrorfilmen Das Schreckenskabinett des Dr. Phibes und Die Rückkehr des Dr. Phibes an der Seite von Vincent Price in der Titelrolle.
Jeffrey starb an Weihnachten 1999 im Alter von 70 Jahren an Prostatakrebs.

## Filmografie
- 1964: Becket
- 1965: Die große Flasche (The Early Bird)
- 1966: That Riviera Touch
- 1966: Donegal, König der Rebellen (The Fighting Prince of Donegal)
- 1967: Mit Schirm, Charme und Melone (The Avengers; Fernsehserie, 2 Folgen)
- 1967–1978: Doctor Who (Fernsehserie, 8 Folgen)
- 1968: Ein Mann wie Hiob (The Fixer)
- 1968: If …
- 1969: Mein Freund, der Otter (Ring of Bright Water)
- 1969: Königin für tausend Tage (Anne of the Thousand Days)
- 1970: Goodbye Gemini
- 1971: Comtesse des Grauens (Countess Dracula)
- 1971: Das Schreckenskabinett des Dr. Phibes (The Abominable Dr. Phibes)
- 1971: Die Steppenreiter (The Horsemen)
- 1971: Entführt (Kidnapped)
- 1972: What Became of Jack and Jill?
- 1972: Die Rückkehr des Dr. Phibes (Dr. Phibes Rises Again)
- 1972: Die Onedin-Linie (The Onedin Line; Fernsehserie, 1 Folge)
- 1973: Der Erfolgreiche (O Lucky Man!)
- 1973: Gene Bradley in geheimer Mission (The Adventurer; Fernsehserie, 1 Folge)
- 1974: Die Akte Odessa (The Odessa File)
- 1974: Thriller (Fernsehserie, 1 Folge)
- 1974: Kein Pardon für Schutzengel (The Protecctors; Fernsehserie, 1 Folge)
- 1975: Deadly Strangers
- 1975: Die Füchse (The Sweeney, Fernsehserie, 1 Folge)
- 1975: Der rosarote Panther kehrt zurück (The Return of the Pink Panther)
- 1976: Mit Schirm, Charme und Melone (The New Avengers; Fernsehserie, 1 Folge)
- 1978: 12 Uhr nachts – Midnight Express (Midnight Express)
- 1978: Fünf Freunde (The Famous Five; Fernsehserie, 1 Folge)
- 1980: Der Aufpasser (Minder; Fernsehserie, 1 Folge)
- 1982: Britannia Hospital
- 1984: Yes Minister (Fernsehserie, 1 Folge)
- 1987: Jim Bergerac ermittelt (Bergerac; Fernsehserie, 1 Folge)
- 1988: Die Abenteuer des Baron Münchhausen (The Adventures of Baron Munchausen)
- 1990: Sherlock Holmes muß sterben (Hands of a Murderer)
- 1996: The Bill (Fernsehserie, 1 Folge)
- 1998: Heartbeat (Fernsehserie, 1 Folge)